# Puchar Kontynentalny mężczyzn w kombinacji norweskiej 2022/2023
Puchar Kontynentalny mężczyzn w kombinacji norweskiej 2022/2023 – rozpoczął się 16 grudnia 2022 w fińskiej Ruce, zaś ostatnie zawody z tego cyklu zostały rozegrane 19 marca 2023 w fińskim Lahti. Zawody były rozgrywane w Finlandii, Norwegii, Niemczech i Austrii.
Tytułu bronił Niemiec Jakob Lange oraz reprezentacja Niemiec w Pucharze Narodów.
W tym sezonie natomiast najlepszy okazał się również Niemiec, ale tym razem był to Terence Weber, natomiast w Pucharze Narodów najlepsi ponownie okazali się Niemcy.

## Kalendarz i wyniki
| Lp. | Data             | Miejscowość    | Konkurencja                     | 1. miejsce                                                             | 2. miejsce                                                                 | 3. miejsce                                                                                |
| --- | ---------------- | -------------- | ------------------------------- | ---------------------------------------------------------------------- | -------------------------------------------------------------------------- | ----------------------------------------------------------------------------------------- |
| 1.  | 16 grudnia 2022  | Ruka           | Start masowy HS142/10 km        | Terence Weber                                                          | Manuel Einkemmer                                                           | Simen Tiller                                                                              |
| 2.  | 17 grudnia 2022  | Ruka           | Start masowy HS142/10 km        | Terence Weber                                                          | Christian Deuschl                                                          | Florian Kolb                                                                              |
| 3.  | 18 grudnia 2022  | Ruka           | Gundersen HS142/10 km           | Terence Weber                                                          | Christian Deuschl                                                          | Aleksander Skoglund                                                                       |
| 4.  | 13 stycznia 2023 | Eisenerz       | Gundersen HS109/10 km           | Odwołano                                                               | Odwołano                                                                   | Odwołano                                                                                  |
| 5.  | 14 stycznia 2023 | Eisenerz       | Sztafeta mieszana HS109/4x2 km  | Odwołano                                                               | Odwołano                                                                   | Odwołano                                                                                  |
| 6.  | 15 stycznia 2023 | Eisenerz       | Gundersen HS109/10 km           | Odwołano                                                               | Odwołano                                                                   | Odwołano                                                                                  |
| 7.  | 18 lutego 2023   | Rena           | Super Sprint HS109/1 km         | Thomas Rettenegger                                                     | Sebastian Østvold                                                          | Jakob Eiksund Sæthre                                                                      |
| 8.  | 18 lutego 2023   | Rena           | Gundersen HS109/10 km           | Sebastian Østvold                                                      | Terence Weber                                                              | Manuel Einkemmer                                                                          |
| 9.  | 19 lutego 2023   | Rena           | Gundersen HS139/10 km           | Einar Lurås Oftebro                                                    | Terence Weber                                                              | Thomas Rettenegger                                                                        |
| 10. | 25 lutego 2023   | Oberstdorf     | Start masowy HS137/10 km        | Einar Lurås Oftebro                                                    | Terence Weber                                                              | Manuel Einkemmer                                                                          |
| 11. | 25 lutego 2023   | Oberstdorf     | Gundersen HS137/10 km           | Einar Lurås Oftebro                                                    | Wendelin Thannheimer                                                       | Espen Bjørnstad                                                                           |
| 12. | 26 lutego 2023   | Oberstdorf     | Gundersen HS137/10 km           | Terence Weber                                                          | Manuel Einkemmer                                                           | David Mach                                                                                |
| 13. | 3 marca 2023     | Eisenerz       | Gundersen HS109/10 km           | Wendelin Thannheimer                                                   | Manuel Einkemmer                                                           | David Mach                                                                                |
| 14. | 4 marca 2023     | Eisenerz       | Sztafeta mieszana HS109/4x2 km  | Niemcy David Mach · Cindy Haasch · Svenja Würth · Wendelin Thannheimer | Austria Manuel Einkemmer · Annalena Slamik · Claudia Purker · Florian Kolb | Norwegia Torje Seljeset · Ingrid Laate · Hanna Midtsundstad · Per Einar Skjæret Strømhaug |
| 15. | 5 marca 2023     | Eisenerz       | Gundersen HS109/10 km           | Wendelin Thannheimer                                                   | Jakob Lange                                                                | Manuel Einkemmer                                                                          |
| 16. | 17 marca 2023    | Lahti          | Gundersen HS130/10 km           | Andreas Skoglund                                                       | Terence Weber                                                              | Wendelin Thannheimer                                                                      |
| 17. | 18 marca 2023    | Lahti          | Gundersen HS130/10 km           | Terence Weber                                                          | Wendelin Thannheimer                                                       | Fabio Obermeyr                                                                            |
| 18. | 19 marca 2023    | Lahti          | Sprint drużynowy HS130/2x7,5 km | Niemcy I Wendelin Thannheimer · David Mach                             | Austria I Fabio Obermeyr · Christian Deuschl                               | Niemcy II Simon Mach · Richard Stenzel                                                    |
| 19. | 25 marca 2023    | Oberwiesenthal | Gundersen HS106/10 km           | Odwołano                                                               | Odwołano                                                                   | Odwołano                                                                                  |
| 20. | 26 marca 2023    | Oberwiesenthal | Gundersen HS106/10 km           | Odwołano                                                               | Odwołano                                                                   | Odwołano                                                                                  |

## Wyniki reprezentantów Polski
| Zawodnik | Ruka 16.12 | Ruka 17.12 | Ruka 18.12 | Rena 18.02 | Rena 18.02 | Rena 19.02 | Oberstdorf 25.02 | Oberstdorf 25.02 | Oberstdorf 26.02 | Eisenerz 03.03 | Eisenerz 05.03 | Lahti 17.03 | Lahti 18.03 |
| Kacper Jarząbek | –          | –          | –          | –          | –          | –          | –                | –                | –                | 49             | 44             | –           | –           |
| Andrzej Szczechowicz | –          | –          | –          | 33         | 43         | 40         | –                | –                | –                | –              | –              | –           | –           |
| Paweł Szyndlar | –          | –          | –          | –          | –          | –          | 46               | –                | dns              | –              | –              | –           | –           |
| 1-3 4-30 poniżej 30 dnf – Zawodnik nie ukończył biegu. dns – Zawodnik nie pojawił się na starcie biegu. DNS – Zawodnik nie wystąpił w konkursie głównym. dsq – Zawodnik został zdyskwalifikowany w konkursie głównym. |            |            |            |            |            |            |                  |                  |                  |                |                |             |             |

## Klasyfikacja generalna
| M.  | Zawodnik             | Punkty |
| --- | -------------------- | ------ |
| 1.  | Terence Weber        | 875    |
| 2.  | Wendelin Thannheimer | 577    |
| 3.  | Manuel Einkemmer     | 575    |
| 4.  | David Mach           | 532    |
| 5.  | Sebastian Østvold    | 466    |
| 6.  | Einar Lurås Oftebro  | 431    |
| 7.  | Kasper Moen Flatla   | 392    |
| 8.  | Christian Deuschl    | 391    |
| 9.  | Christian Frank      | 349    |
| 10. | Thomas Rettenegger   | 302    |

## Puchar Narodów
| Lp. | Państwo           | Punkty |
| --- | ----------------- | ------ |
| 1.  | Niemcy            | 3512   |
| 2.  | Norwegia          | 3142   |
| 3.  | Austria           | 2217   |
| 4.  | Francja           | 641    |
| 5.  | Włochy            | 375    |
| 6.  | Finlandia         | 371    |
| 7.  | Stany Zjednoczone | 284    |
| 8.  | Japonia           | 56     |
| 9.  | Szwajcaria        | 51     |
| =   | Ukraina           | 51     |
| 11. | Kazachstan        | 33     |
| 12. | Czechy            | 27     |
| 13. | Estonia           | 4      |